# Всероссийская олимпиада школьников по литературе
Всеросси́йская олимпиа́да шко́льников по литературе — ежегодная предметная олимпиада по литературе для школьников 9—11 классов. Является частью системы всероссийских олимпиад школьников. Всероссийская олимпиада школьников по литературе проводятся с 1995 года.

## Центральная предметно-методическая комиссия[2]
- Тодоров, Лев Всеволодович (председатель) — профессор Педагогической академии последипломного образования Московской области, доктор педагогических наук
- Гулин, Александр Вадимович — ведущий научный сотрудник ИМЛИ им. А. М. Горького РАН, доктор филологических наук
- Журавлёв, Виктор Петрович — зав. редакцией «Литература» издательства «Просвещение», кандидат филологических наук
- Меркин, Геннадий Самойлович — профессор Смоленского государственного университета, доктор педагогических наук
- Пенская, Елена Наумовна - профессор НИУ ВШЭ, доктор филологических наук
- Обернихина, Галина Аркадьевна — зав. кафедрой методики русского языка и литературы Академии повышения квалификации и профессиональной переподготовки работников народного образования, кандидат педагогических наук
- Фёдоров, Алексей Владимирович — зав. редакцией «Литература» издательства «Русское слово», кандидат филологических наук
- Черниченко, Лариса Александровна — методист по литературе Южного окружного управления образованием Департамента образования г. Москвы, заслуженный учитель РФ
- Чернышёва, Елена Геннадьевна — профессор МПГУ, доктор филологических наук
- Чертов, Виктор Фёдорович — проректор МПГУ, доктор педагогических наук

В состав жюри олимпиад за прошедшие годы входили авторы популярных школьных учебников и учебных пособий по литературе, профессора, доктора и кандидаты филологических и педагогических наук: А. В. Каравашкин, А. Г. Кутузов, А. И. Журавлёва и др.